# Grijoá (Viana del Bollo)
Grijoá (llamada oficialmente San Pedro de Grixoa) es una parroquia y un lugar del municipio español de Viana del Bollo, en la provincia de Orense, Galicia.

## Toponimia
La parroquia también es conocida por el nombre de San Pedro de Grijoá.

## Organización territorial
La parroquia está formada por tres entidades de población:
- Grixoa
- Parada
- Servaínza (A Servaínza)

## Demografía

### Parroquia
| Gráfica de evolución demográfica de Grijoá (parroquia) entre 2000 y 2023 |
|                                                                          |
| Datos según el nomenclátor publicado por el INE.                         |

### Lugar
| Gráfica de evolución demográfica de Grixoa (lugar) entre 2000 y 2023 |
|                                                                      |
| Datos según el nomenclátor publicado por el INE.                     |